# Samuel C.C. Ting
Samuel Chao Chung Ting, född 27 januari 1936 i Ann Arbor i Michigan, är en amerikansk fysiker och nobelpristagare.
Han och Burton Richter tilldelades Nobelpriset i fysik 1976 för "deras ledande insatser vid upptäckten av en tung elementarpartikel av nytt slag".